# کاترینا سردیوک (کماندار)
کاترینا سردیوک (اوکراینی: Катерина Валеріївна Сердюк؛ زادهٔ ۲۲ ژانویهٔ ۱۹۸۳) کماندار اهل اوکراین است. وی همچنین از کمانداران بازی‌های المپیک تابستانی ۲۰۰۰ بوده است. 